# Fortune carrée
Fortune carrée és una pel·lícula en coproducció franco-italiana de 1955 dirigida per Bernard Borderie. És basada en la novel·la homònima de Joseph Kessel, autor del guió. Fou seleccionada al Festival Internacional de Cinema de Sant Sebastià 1955.

## Argument
Mentre instrueix l'exèrcit dels Amiris, Igricheff s'oposa a la decisió de qadi d'equipar als soldats amb armes automàtiques lliurades per un traficant francès, Mortdhom. Rebutjat com a traïdor, decideix venjar-se unint-se a la tribu enemiga, els Ghafaris. Però aquests són menys i són derrotats, i Igricheff és fet presoners. Yasmina, una jove esclava, l'ajuda a escapar i només es pot refugiar al vaixell de Mortdhom. Després d'uns enfrontaments, els dos homes acaben per reconciliar-se i continuar les seves aventures.

## Repartiment
- Folco Lulli: Hussein
- Anna Maria Sandri: Yasmina
- Paul Meurisse: Mordhom
- Fernand Ledoux: Le cadi
- Pedro Armendáriz: Igricheff
- Léopoldo Francès: Abdi